# 总理孙中山先生纪念碑
总理孙中山纪念碑是位于湖北省武汉市武昌区蛇山南麓的一座近代纪念性建筑。最初在1928年由首义公园经理夏道南、首义士兵何正方监造。当年10月10日落成，当时湖北省政府主席张知本参加了落成典礼并发言。1931年武汉市政重建计划中成为“武昌公园”中“乃园首义纪念区”的一部分。1955年兴建武汉长江大桥，乃园被废，纪念碑被迁至山南坡。1994年迁抱冰堂附近。现在，孙中山纪念碑与辛亥革命武昌首义英雄烈士雕像、辛亥革命武昌首义纪念碑一起构成了首义公园的组成部分。
纪念碑为中国传统样式、花岗岩制成，高7米。碑身为四面棱锥台，正面刻“总理孙中山先生纪念碑 中华民国十七年国庆日落成”。背面刻有辛亥革命支持者撰写的隶书碑文，记叙了立碑的源起，表达了对孙中山逝世的悼念，和对后人的激励。侧面有莲花、叶蔓图案的浮雕。碑座四周有12个白石护柱，以铁链相连。